# Sachy
Sachy è un comune francese di 177 abitanti situato nel dipartimento delle Ardenne, nella regione del Grand Est.

## Società

### Evoluzione demografica
Abitanti censiti